# Éric Bartecheky
Éric Bartecheky (Châlons-en-Champagne, 30 luglio 1972) è un allenatore di pallacanestro francese.

## Palmarès
- Campionato francese: 1

Le Mans: 2017-2018
- Coppa di Francia: 1

Pau-Lacq-Orthez: 2021-2022